# Robert F. Kennon

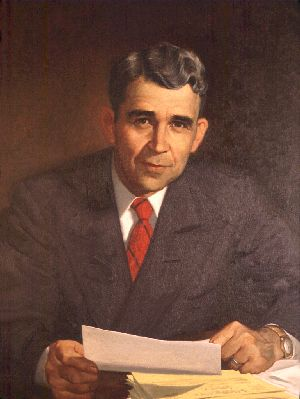
Robert F. Kennon

Robert Floyd Kennon, Sr. (* 12. August 1902 in Minden, Webster Parish, Louisiana; † 11. Januar 1988 in Baton Rouge, Louisiana) war ein US-amerikanischer Politiker und von 1952 bis 1956 Gouverneur des Bundesstaates Louisiana.

## Frühe Jahre und politischer Aufstieg
Robert Kennon besuchte nach der Minden High School die Louisiana State University, an der er im Jahr 1925 seinen juristischen Abschluss machte. Im gleichen Jahr wurde er zum Bürgermeister seines Heimatortes Minden gewählt, ein Amt, das er bis 1928 ausübte. Zwischen 1930 und 1940 war er Bezirksstaatsanwalt im 26. Gerichtsbezirk von Louisiana. Im Jahr 1942 wurde er für kurze Zeit Richter an einem Berufungsgericht. Während des Zweiten Weltkriegs war er zuerst in der Nationalgarde und später Oberstleutnant der US Army. Zwischen 1945 und 1947 war er beisitzender Richter beim Louisiana Supreme Court. Im Jahr 1948 kam es in Louisiana nach dem Tod von US-Senator John H. Overton zu einer Nachwahl für das frei gewordene Mandat, bei der Kennon nur knapp gegen Russell B. Long unterlag. Daraufhin wurde er von der Fraktion der Long-Gegner als Spitzenkandidat der Demokratischen Partei für die nächsten Gouverneurswahlen durchgebracht und am 22. April 1952 in dieses Amt gewählt.

## Gouverneur von Louisiana
Robert Kennon trat sein neues Amt am 13. Mai 1952 an. In seiner vierjährigen Amtszeit unterstützte er die Stadt New Orleans, indem er versprach, sich nicht oder zumindest weniger als seine Amtsvorgänger in deren innere Angelegenheiten einzumischen. In ganz Louisiana wurden nun Wahlmaschinen eingeführt und eine Gefängnisreform vorbereitet. Gouverneur Kennon bekämpfte das organisierte Verbrechen und verbot Glücksspiele sowie die Prostitution. Seine Amtszeit war seit längerer Zeit die erste, die nicht unter Korruptionsverdacht geriet. Gouverneur Kennon war aber auch ein Anhänger der Rassentrennung. Er befürwortete die Segregation an Schulen selbst dann noch, als der Oberste Gerichtshof diese als verfassungswidrig einstufte. Der Weg zur Überwindung dieser Institution begann in Louisiana erst unter Kennons Nachfolgern.

## Weiterer Lebenslauf
Nach dem Ende seiner Amtszeit am 8. Mai 1956 betrieb er in Baton Rouge eine Anwaltskanzlei. Im Jahr 1963 bewarb er sich nochmals um das Amt des Gouverneurs von Louisiana. Diesmal scheiterte er in den Vorwahlen. Ein Grund könnte seine Kritik an Präsident John F. Kennedy und dessen Bruder Robert F. Kennedy gewesen sein. Da die Vorwahl nur wenige Tage nach der Ermordung von Präsident Kennedy stattfand, schadete Kennon seine Kritik, weil fast überall in den USA das Mitgefühl mit den Kennedys sehr groß war. Im Übrigen entfernte sich Kennon innerlich immer mehr von seiner Partei. Er unterstützte Dwight D. Eisenhower, Barry Goldwater und Gerald Ford, die sich alle zwischen 1952 und 1976 als Kandidaten der Republikanischen Partei um die Präsidentschaft bewarben. Robert Kennon starb im Jahr 1978. Mit seiner Frau Eugenia Sentell hatte er drei Kinder.